# Веряжка (приток Лемовжи)
Веряжка — река на территории России, протекает по Волосовскому району Ленинградской области. Левый приток Лемовжи. Длина реки 47 км, площадь водосборного бассейна — 307 км².
До конца XX века нижнее течение реки от существовавшей тогда деревни Гусина и до устья именовалось «Гусинка».
Исток реки восточнее Реполки, в урочище «Дача Чикина» (высота 107 м), далее протекает по болотам, окружающих насыпь бывшей железной дороги Веймарн — Тихвин. Протекает по ненаселённой местности. Впадает в Лемовжу в 16 км от её устья, у деревни Мазаная Горка.
В урочище Верест реку пересекала железнодорожная линия Мшинская — Волосово, разрушенная во время войны. До 2011 года параллельно реке в её среднем течении (по правому берегу) проходила Репольская узкоколейная железная дорога.

## Притоки (км от устья)
- руч. Омшаватый (правый)
- 9 км: река Селиска (правый)
- руч. Марков (правый)
- 15 км: река Сосновка (правый)
- Попенка (левый)
- руч. Чищенский (правый)
- река Торченка (левый)
- руч. Филин (левый)
- 29 км: река Хмеленка (правый)
- река Череченка (левый)

## Данные водного реестра
По данным государственного водного реестра России относится к Балтийскому бассейновому округу, водохозяйственный участок реки — Луга от водомерного поста Толмачёво до устья. Относится к речному бассейну реки Нарва (российская часть бассейна).
Код объекта в государственном водном реестре — 01030000612102000026237.